# Lennart Bernadotte

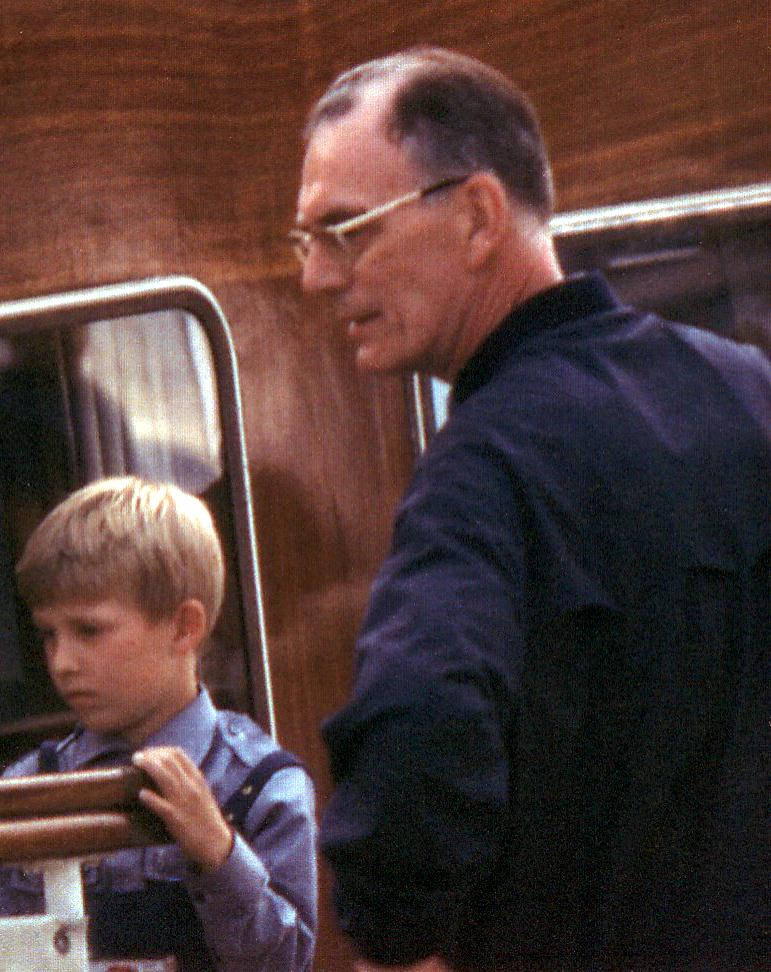
Graaf Lennart Bernadotte

Gustaaf Lennart Nicolaas Paul Bernadotte (Stockholm, 8 mei 1909 — Mainau, 21 december 2004), tot 1932: Prins van Zweden, hertog van Småland, vanaf 1951; (Luxemburgs) graaf Bernadotte af Wisborg, was een Zweeds edelman. Hij is vooral bekend geworden door zijn eiland Mainau, dat jaarlijks miljoenen bezoekers trekt.

## Jeugd
Lennart werd op 8 mei 1909 geboren op het koninklijk paleis te Stockholm. Hij was het enige kind van prins Willem van Zweden en diens echtgenote, grootvorstin Maria Paulowna van Rusland. Hij stamde onder andere af van het Zweedse koninklijke huis, het Griekse koninklijke huis en de Russische tsaristische familie. Zijn ouders hadden geen gelukkig huwelijk: Maria en Willem mochten elkaar niet en Maria was niet geliefd bij de vrouwen aan het Zweedse hof. In 1911 stelde koning Gustaaf V van Zweden, die erg veel om zijn schoondochter gaf, voor om een cruise te maken naar Siam. Maar ook dit kon hun huwelijk niet redden: een paar jaar later werd hun huwelijk officieel ontbonden. De vierjarige Lennart werd toen verder opgevoed door zijn grootouders, koning Gustaaf V en koningin Victoria. Lennart behaalde twee eredoctoraten, aan de universiteit van Stuttgart en universiteit van Uppsala.

## Bernadotte af Wisborg
In 1932 kreeg hij het eiland Mainau in handen, waarop hij meer dan een halve eeuw zou wonen. Lennart kreeg het eiland van zijn vader, die het op zijn beurt weer van zijn moeder, koningin Victoria in bezit had gekregen.
In datzelfde jaar trouwde hij op 20 februari voor de wet en op 11 maart voor de Kerk in Londen met Karin Nissvandt (1911-1991). Voor dit huwelijk had hij geen toestemming aan de regering gevraagd. Als een lid van het Zweedse koninklijk huis zonder toestemming trouwt, verliezen hij en zijn afstammelingen hun rechten op de Zweedse troon en krijgen ze de achternaam “Bernadotte”. Na zijn huwelijk met Karin ging Lennart dus door het leven als “Lennart Bernadotte”. Veel Zweedse prinsen die hun recht op opvolging hebben opgegeven, krijgen adellijke titels van de groothertog of groothertogin van Luxemburg. Op die manier kreeg Lennart Bernadotte van groothertogin Charlotte van Luxemburg op 2 juli 1951 de titel “Graaf Bernadotte af Wisborg”.

## Vrijetijdsbesteding
Lennart en Karin kregen vier kinderen: Brigitta (1933), Marie Louise (1935), Karel Johan Jan Gustaaf Willem (1941) en Karin Cecilia (1944). Het gezin leefde op Mainau, dat Lennart ombouwde tot een toeristische attractie; hij kweekte er zeldzame planten, exotische bloemen en bomen. Graaf Lennart had naast zijn eiland meer hobby’s. Hij had tevens veel cultuurhistorische interesses, schreef een aantal stukken voor de lokale theatergroep en was amateur-fotograaf en -filmmaker (de meeste fotopostkaarten van Mainau zijn door hem geschoten). Lennart leefde tijdens de Tweede Wereldoorlog in het neutrale Zweden, waar hij als fotograaf en directeur van Europafilm werkte en zijn eigen filmmaatschappij Artfilm oprichtte. Lennart schreef ook twee autobiografieën: “Käre prins, godnatt!” (over zijn jeugd) en “Mainau min medelpunkt” (over de rest van zijn leven).
Lennart had jarenlang geen contact gehad met zijn moeder, maar zocht haar in 1942 op in Buenos Aires en nam haar mee naar Mainau. Daar stierf Maria op 13 december 1958 aan een longontsteking. Het was haar laatste wens geweest om verenigd te worden met haar broer  Dimitri Pavlovitsj, dus liet Lennart zijn oom herbegraven in de crypte onder de kapel van Schloss Mainau.

## Tweede huwelijk
Het huwelijk van Lennart en Karin werd op 27 januari 1971 officieel ontbonden. Net als het huwelijk zelf kreeg deze scheiding veel media-aandacht. De pers schreef dat Lennart zijn vrouw verliet voor een jongere vrouw, waarop hij tegen de Duitse pers zei: “Ik zal nooit hertrouwen.” Twee jaar later trouwde de 63-jarige Lennart echter met de 28-jarige Sonja Haunz, zijn assistente. Uit dit huwelijk werden vijf kinderen geboren: Bettina (1974), Björn (1975), Catherina (1977), Christiaan (1979) en Diana (1982). Lennart behield na zijn scheiding een goed contact met Karin en zijn kinderen uit zijn eerste huwelijk. Sonja en Karin konden ook goed met elkaar opschieten en waren tot Karins dood goed bevriend.
Mainau wordt sinds 1974 geleid door de “Lennart Bernadotte Stiftung”. Lennart woonde tot zijn dood in 2004 op het in 1745 gebouwde Schloss Mainau, maar bracht de zomers door in hun zomerhuis in zijn geboorteland.